# Commodore Datasette
El Commodore 1530 (C2N) Datasette, más tarde también Datassette (un acrónimo de datos y cassette), es un dispositivo dedicado a ofrecer almacenamiento para los dispositivos de Commodore a través de casetes. Al utilizar casetes compactos como medio de almacenamiento, proporciona almacenamiento económico a las computadoras personales/domésticas de 8 bits de Commodore, especialmente el PET, VIC-20 y C64. Un modelo físicamente similar, Commodore 1531, fue hecho para las computadoras de las series Commodore 16 y Plus/4 .

## Descripción e historia

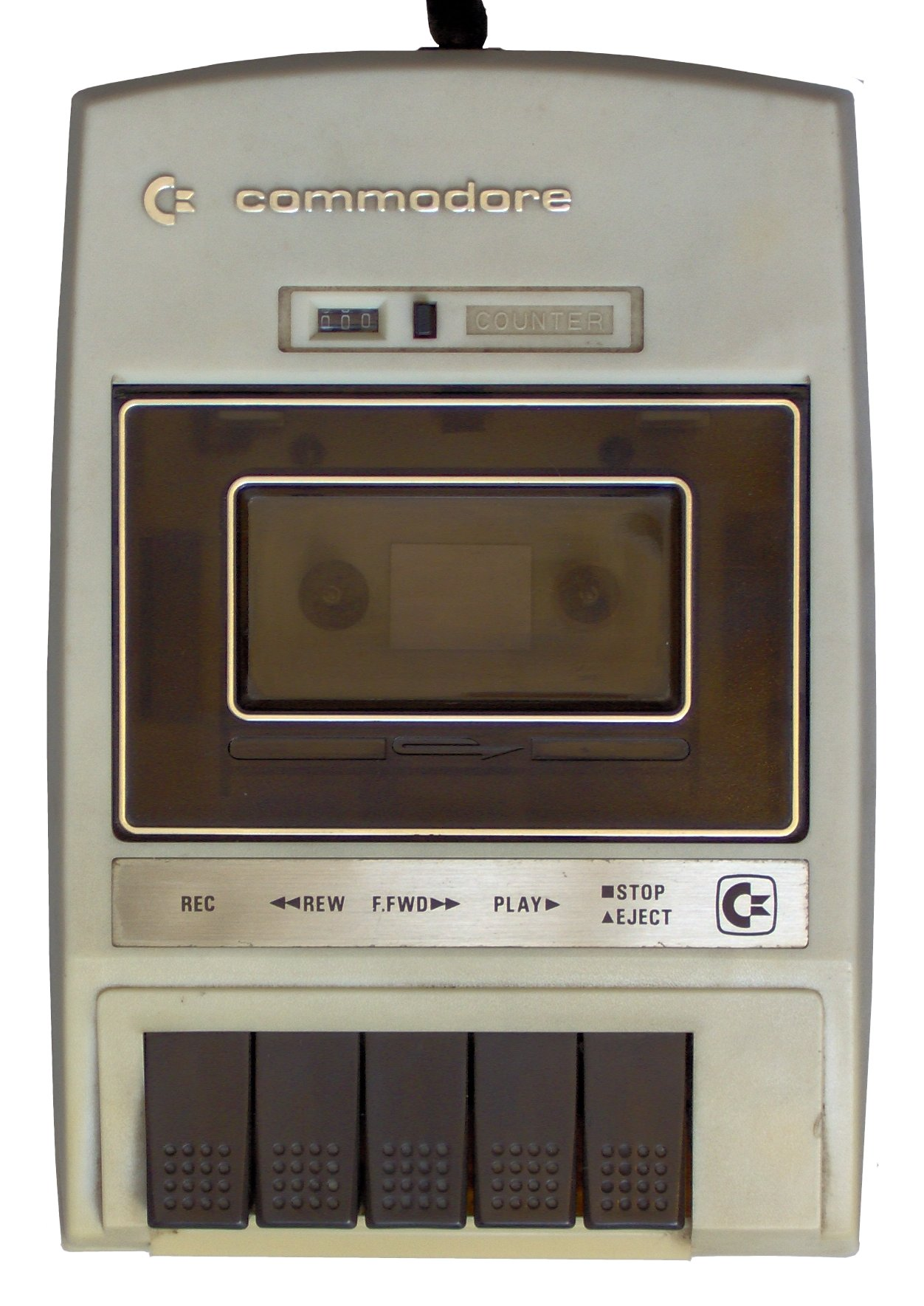
La unidad de cassette C2N, la forma original del modelo de casete de datos.

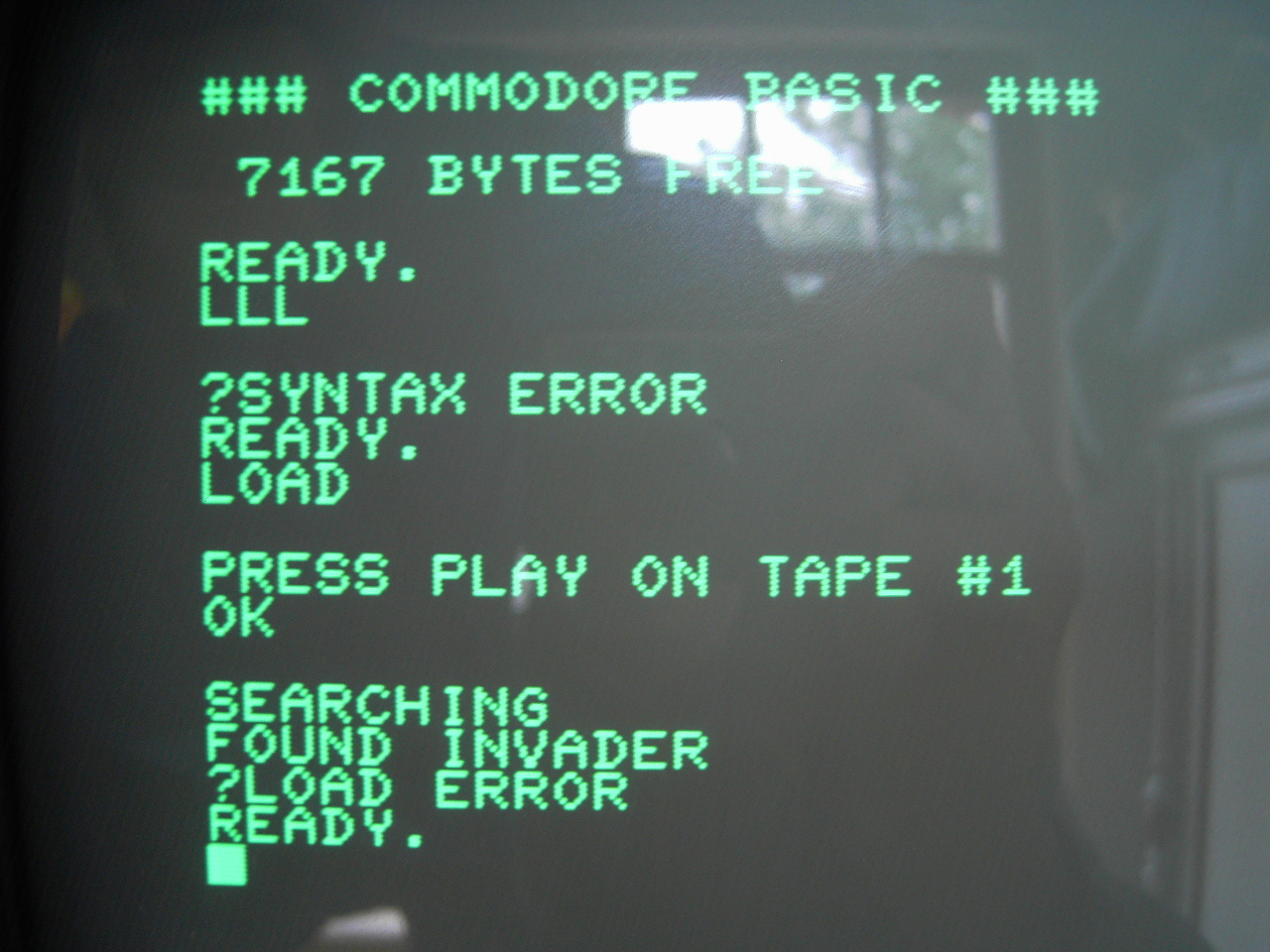
El proceso de carga de Datasette

Las interfaces de casete compacto típicas de finales de los años 70 usan un pequeño controlador en la computadora para convertir datos digitales hacia y desde tonos analógicos. Luego, la interfaz se conecta a la platina de casetes utilizando un cableado de sonido normal como conectores RCA o conectores de teléfono de 3,5 mm. Este tipo de sistema se usó en Apple II  y el TRS-80 Color Computer, así como en muchos sistemas de bus S-100, y permite su uso con cualquier reproductor de casete con conexiones adecuadas. 
En el Datasette, en lugar de escribir dos tonos en la cinta para indicar bits, se utilizan patrones de ondas cuadradas, incluido un bit de paridad. Los programas se escriben dos veces en cinta para corregir errores; si se detecta un error al leer la primera grabación, la computadora lo corrige con los datos de la segunda. El Datasette tiene convertidores analógicos a digitales incorporados y filtros de audio para convertir los datos digitales de la computadora en sonido analógico y viceversa. La conexión a la computadora se realiza a través de un conector de borde patentado (Commodore 1530) o un conector mini-DIN (1531). La ausencia de señales de audio grabables en esta interfaz hace que el Datasette y los clones sean los únicos grabadores de casete utilizables con las computadoras Commodore, hasta que los convertidores del mercado de accesorios hicieron posible el uso de grabadores comunes. 
Debido a su formato digital, el Datasette es más confiable que otros sistemas de casete de datos, pero a la vez más lento, transfiere datos a alrededor de 50 bytes por segundo; incluso la muy lenta unidad de disquete Commodore 1541 es mucho más rápida. Después del lanzamiento del Datasette, sin embargo, apareció un software especial de turbo tape, que proporciona una operación de cinta mucho más rápida (carga y grabación). Dicho software se integró en la mayoría de las aplicaciones pregrabadas comerciales (principalmente juegos), y también estuvo disponible por separado para cargar y guardar los programas y datos caseros de los usuarios. Estos programas solamente se utilizaron ampliamente en Europa, ya que el mercado de Estados Unidos utilizó los disquetes mucho más temprano.
El Datasette generalmente puede almacenar aproximadamente 100 KB por lado. El uso de turbo tape y otros cargadores rápidos aumentó este número a aproximadamente 1000 kByte. 
El Datasette fue más popular fuera que dentro de los Estados Unidos. US Gold, que importó juegos de computadora estadounidenses a Gran Bretaña, a menudo tuvo que esperar hasta que se convirtieron del disco porque la mayoría de los propietarios de Commodore 64 británicos usaban casetes, mientras que la revista estadounidense Compute!'s Gazette informó que en 1983 «El 90 por ciento de los nuevos propietarios de Commodore 64 compraron una unidad de disco con su computadora». Computer Gaming World informó en 1986 que el software británico basado en casetes había fallado en los Estados Unidos porque «el 97% de los sistemas Commodore en los Estados Unidos tienen unidades de disco»; por el contrario, MicroProse informó en 1987 que el 80% de sus 100.000 ventas de Gunship en el Reino Unido fueron en casete. En los Estados Unidos, las unidades de disco se convirtieron rápidamente en estándar, a pesar de que el 1541 costó aproximadamente cinco veces más que un Datasette. En la mayor parte de Europa, el Datasette fue el medio elegido durante varios años después de su lanzamiento, aunque las unidades de disquete estaban generalmente disponibles. Los casetes de audio económicos y ampliamente disponibles hicieron del Datasette una buena opción para el mercado masivo de computadoras domésticas con presupuesto limitado.

## Interfaz

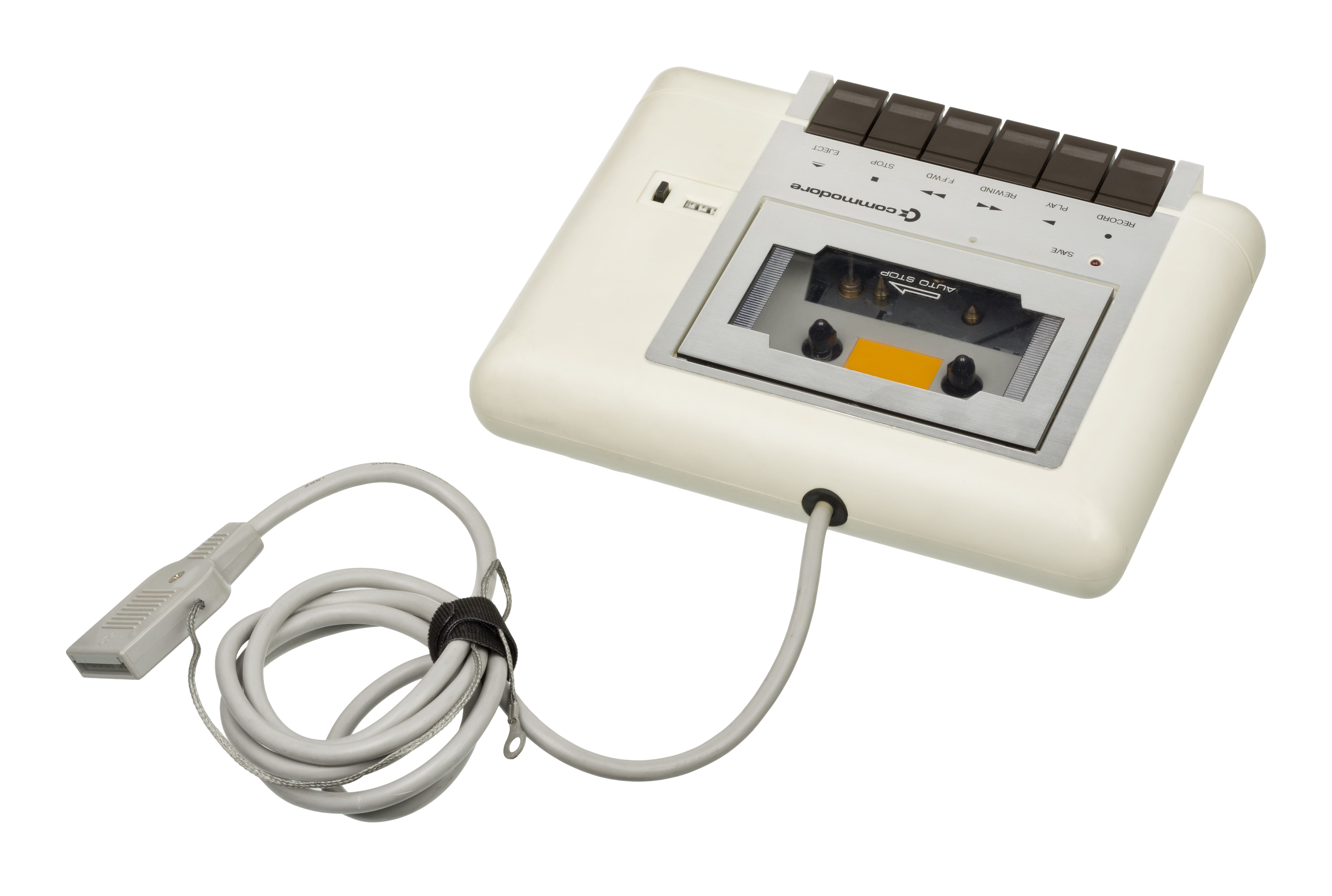
El cable de conexión al Datasette.

El Datasette tiene solo un cable de conexión, con un conector de borde de PCB de 4 mm del lado de la computadora. Todas las señales de entrada/salida al Datasette son digitales, por lo que todas las conversiones de digital a analógico, y viceversa, se manejan dentro de la unidad. El cable también entrega la energía para el dispositivo. El pinout es tierra, +5 Vcc, motor, lectura, escritura, y detección de teclas. La señal de detección controla los botones de reproducción, rebobinado y avance rápido, pero no puede diferenciarlos. Un bloqueo mecánico evita que dos de ellos sean presionados al mismo tiempo. La energía del motor se obtiene de los 9 Vcc no regulados de la computadora través de un circuito de transistor.

## Codificación física

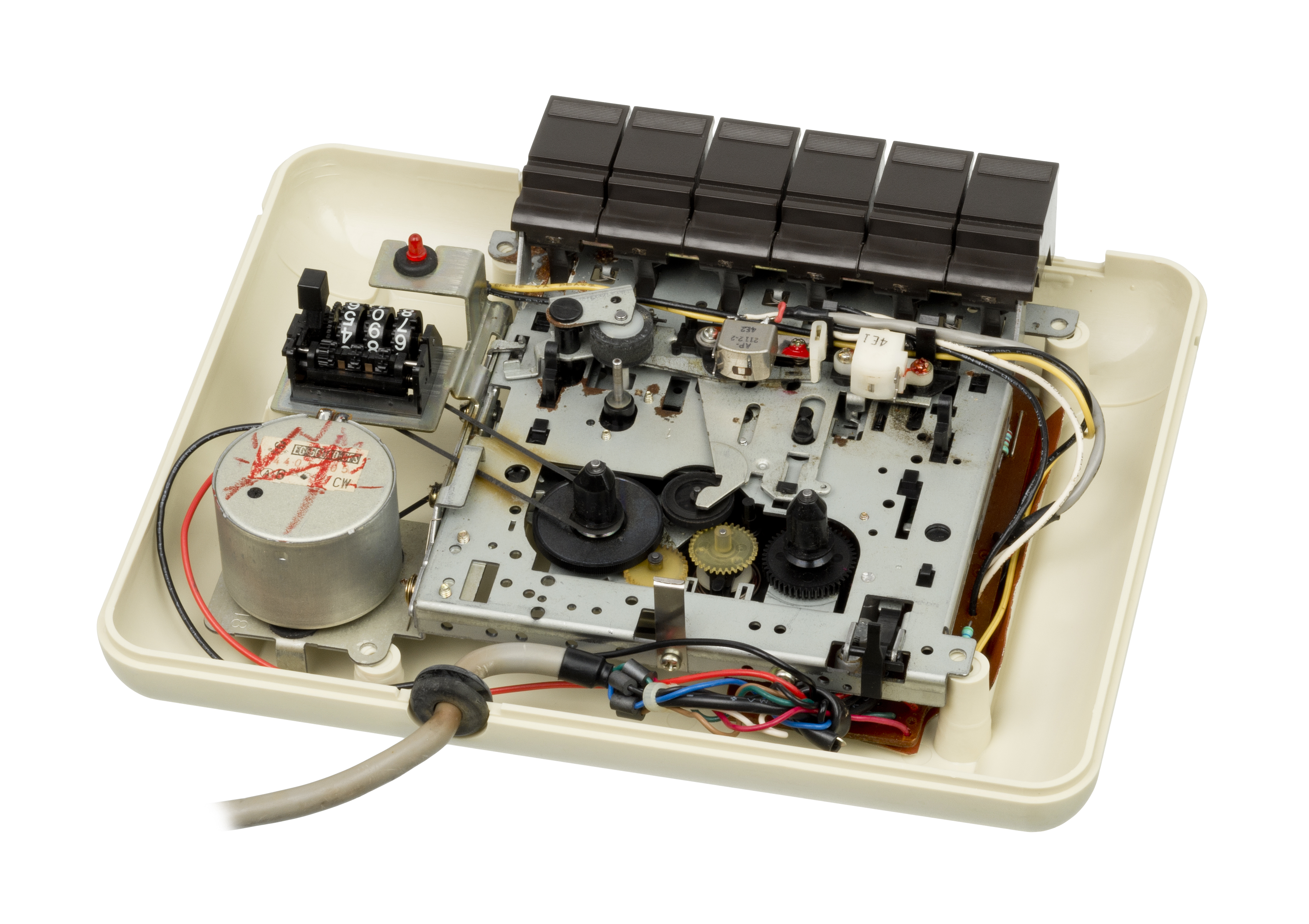
Dentro del datasette.

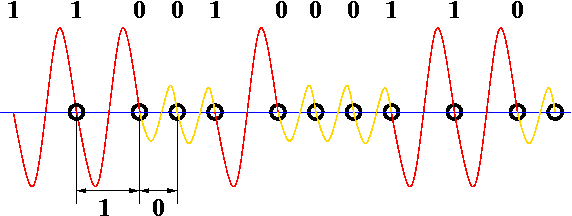
La forma de onda resultante del almacenamiento de datos.

Para grabar datos físicos, se mide el cruce por cero del voltaje positivo al negativo de la señal analógica. El tiempo resultante entre estos cruces positivo a negativo se compara con un umbral para determinar si el tiempo desde el último cruce es corto (0) o largo (1). Tenga en cuenta la menor amplitud para los períodos más cortos.
Un circuito en la unidad de cinta transforma la señal analógica en un 1 o 0 lógico, que luego se transmite a la computadora a través del conector de cinta. Dentro de la computadora, el primer MOS CIA (6526) en el C64 detecta cuando la señal va de uno a cero. Este evento se llama disparador y provoca una solicitud de interrupción. Este evento puede ser manejado por un código de controlador, o simplemente descubierto al probar el bit 4 de la ubicación $DC0D. Los puntos que desencadenan este evento están indicados por los círculos negros en la figura.
Dentro del dispositivo de cinta, la señal del cabezal de lectura se alimenta a un amplificador operacional (1) cuya señal de salida está filtrada por CC. Op-amp (2) amplifica y alimenta un filtro RC. El amplificador operacional (3) amplifica la señal nuevamente seguido de otro filtro de CC. El amplificador operacional (4) amplifica la señal para recortar la señal sinusoidal. Los rieles positivo y negativo para todos los amplificadores operacionales están conectados a +5Vcc y GND. Por lo tanto, la señal recortada encaja en la ventana de nivel eléctrico TTL del paso de disparador Schmitt que a su vez alimenta el puerto de casete digital.
En la versión PAL del C64, la granularidad del tiempo es 1,014 μs (para NTSC 0,978 μs). Como cada bit usa 3284 ciclos de reloj esto significa 3284*1,014 μs=3330 μs/bit, o una velocidad de datos de 300 bit/s.
Una vez que los bits se pueden decodificar, se introducen en un registro de desplazamiento y se comparan continuamente con una secuencia de bits especial. Esta secuencia de bits también se puede ver como un byte. Una coincidencia de secuencia de bits significa que la secuencia está sincronizada en bytes. El primer byte para comparar se llama byte de entrada. Si coincide, también se compara con el byte de sincronización.
Un ejemplo: Turbo Tape 64 tiene un byte de entrada $02 (binario 0x00000010), un byte de sincronización $09 (binario 0x00001001) y una secuencia de sincronización siguiente de $08, $07, $06, $05, $03, $02, $01.

## Manejo práctico

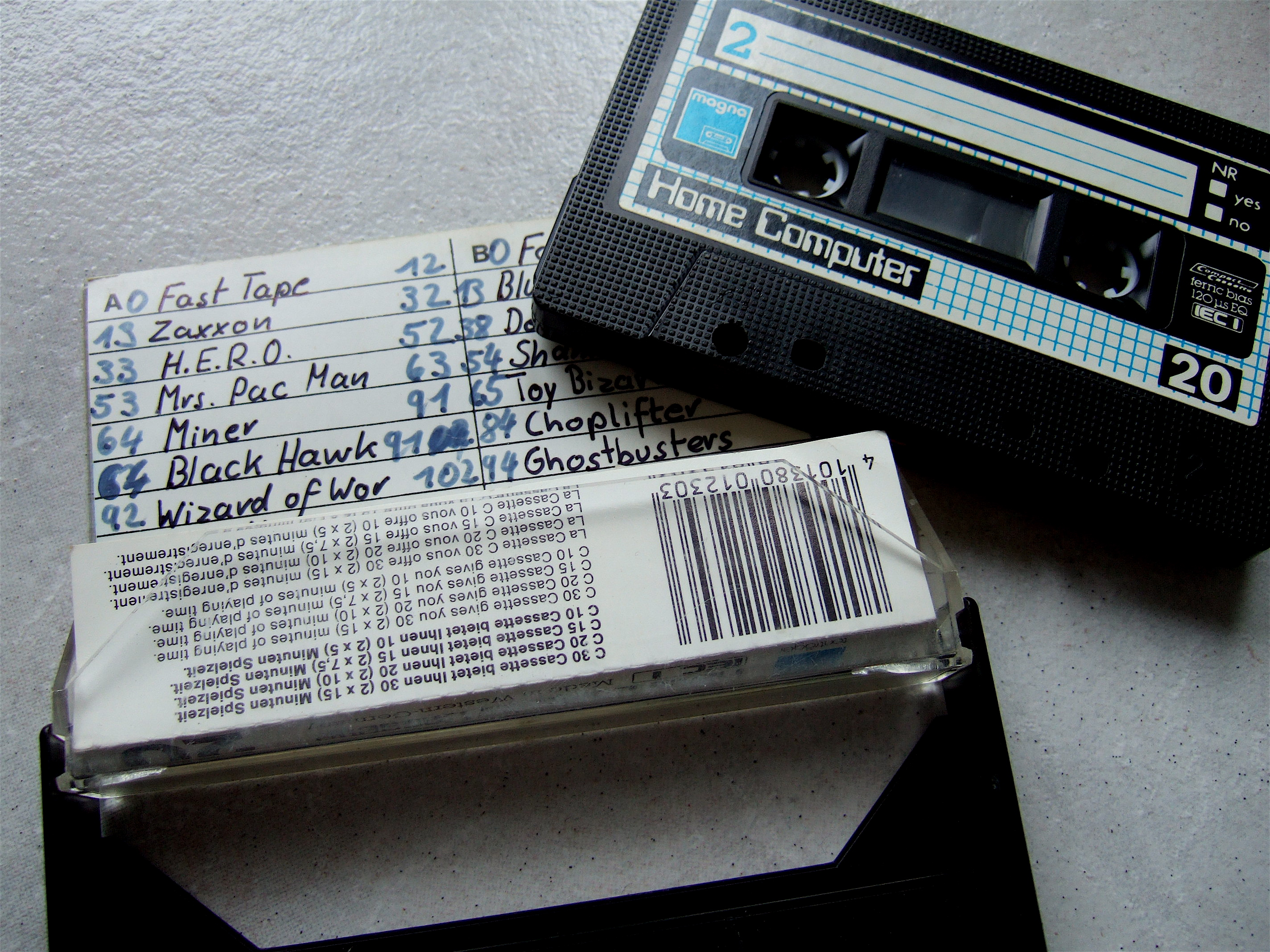
Etiquetado típico en la carátula del casete, con la lectura del contador de vueltas de la unidad de cinta y el título del juegos correspondiente.

La forma de organizar un «directorio» y encontrar el software en las cintas se logró mediante el uso de la carátula del casete con la posición del contador y el nombre del programa a su lado.
Las medidas físicas del Commodore Datasette 1530/31 es de 19,5 cm ancho, 5 cm alto y 15 cm profundidad, y pesa 0,7 kg.

## Modelos principales

### Utilizado con el PET, VIC-20, C64/128
Hay al menos cuatro modelos principales del 1530/C2N Datassette: 
- La unidad de casete Sanyo M1540A modificada original, integrada en los primeros modelos de PET en 1977. Esta fue una grabadora de cinta de caja de zapatos estándar con una esquina retirada y electrónica modificada; Se instaló internamente un PCB Commodore en lugar de la electrónica Sanyo. Para disfrazar la marca Sanyo, Commodore simplemente colocó una insignia de Commodore sobre el logotipo original.[14]
- El segundo Datassette incorporado en el PET 2001: otro modelo de consumo estándar (vendido en algunos mercados como CCE CCT1020) modificado con un PCB Commodore. Tapa de casete negro, cinco teclas blancas, sin contador de cinta, sin LED SAVE[15]
- Modelo con forma original de cuerpo negro, tapa de casete negro, cinco teclas negras, sin contador de cinta, sin LED SAVE
- Modelo de forma original de cuerpo blanco, tapa de casete negra, cinco teclas negras, con contador de cinta, sin LED SAVE
- Modelo de nueva forma con cuerpo blanco, tapa de casete plateada, seis teclas negras, con contador de cinta blanca GUARDAR LED en el lado izquierdo
- Modelo de cuerpo blanco de nueva forma, tapa de casete plateada, seis teclas negras, con contador de cinta y un LED rojo SAVE a la derecha
- Similar a los modelos anteriores, pero con un patrón negro y el logotipo plateado de Commodore, seis teclas negras, un contador de cinta y un LED rojo SAVE en el lado derecho

Los dos primeros modelos externos se fabricaron como periféricos de PET y se diseñaron después del PET 2001 con unidad de cinta integrada. Los dos últimos fueron diseñados y comercializados para el VIC-20 y el C64. Todos los 1530 son compatibles con todas estas computadoras, así como con el C128.
Además de esto, algunos modelos vienen con un pequeño orificio encima de las teclas, para permitir el acceso al tornillo de ajuste de la posición azimutal del cabezal de la cinta. Por lo tanto, se puede usar fácilmente un destornillador pequeño para realizar el ajuste sin desmontar el aparato. 
Confusamente, el Datassette en varias ocasiones se vendió tanto como el DATASETTE UNIT Model 1530 como el 1530 DATASSETTE UNIT Model C2N. Tenga en cuenta la diferencia de ortografía (una S versus dos) utilizada en el embalaje original del producto.
Al igual que los modelos Datasette, el formato de grabación es compatible en todas las computadoras; el VIC, por ejemplo, puede leer casetes grabados en el PET.

### Utilizado con el C16/116 y Plus/4
Similar en apariencia física a los modelos 1530/C2N es el Commodore 1531, hecho para las computadoras de las series Commodore 16 y Plus/4. Esto tiene un conector Mini-DIN en lugar del conector de borde de PCB. Se puede usar con un C64/128 a través de un adaptador, que fue provisto por Commodore con algunas unidades.
- Modelo de nueva forma de cuerpo negro/carbón, tapa de casete plateado, seis teclas de color gris claro, con contador de cinta y un LED rojo de SAVE.

### Galería

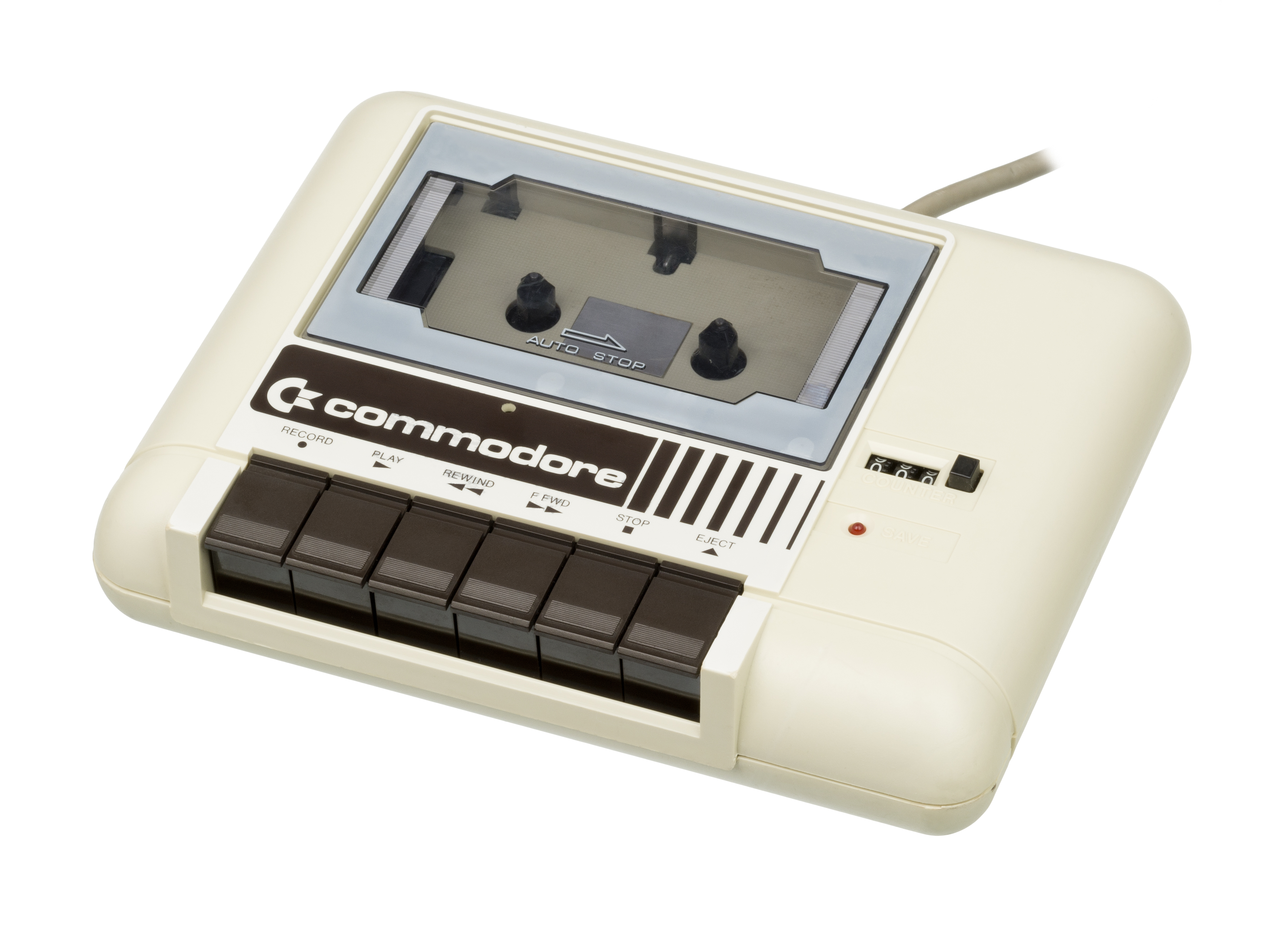
La tercera versión más común del 1530 C2N Datassette
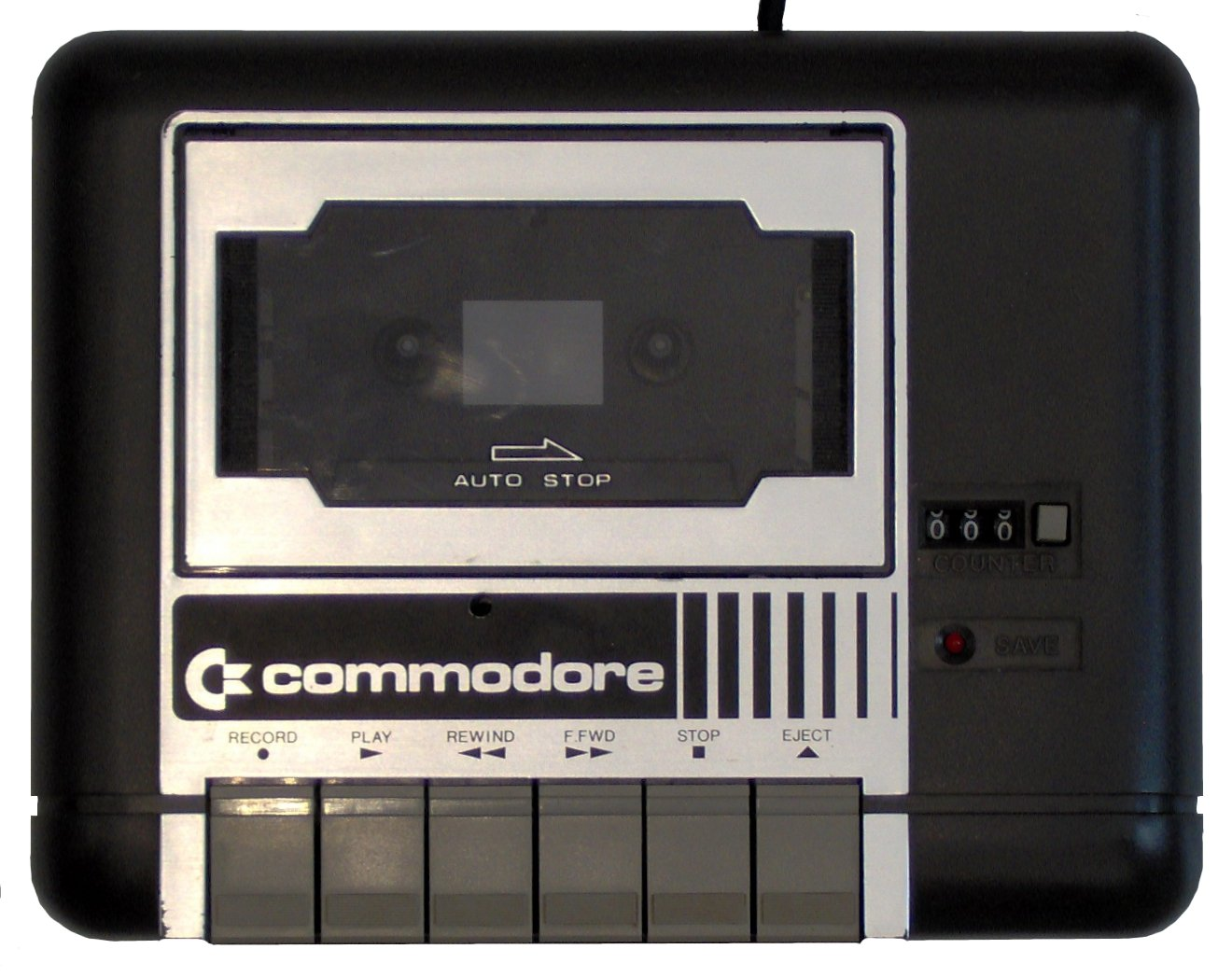
Datassette 1531
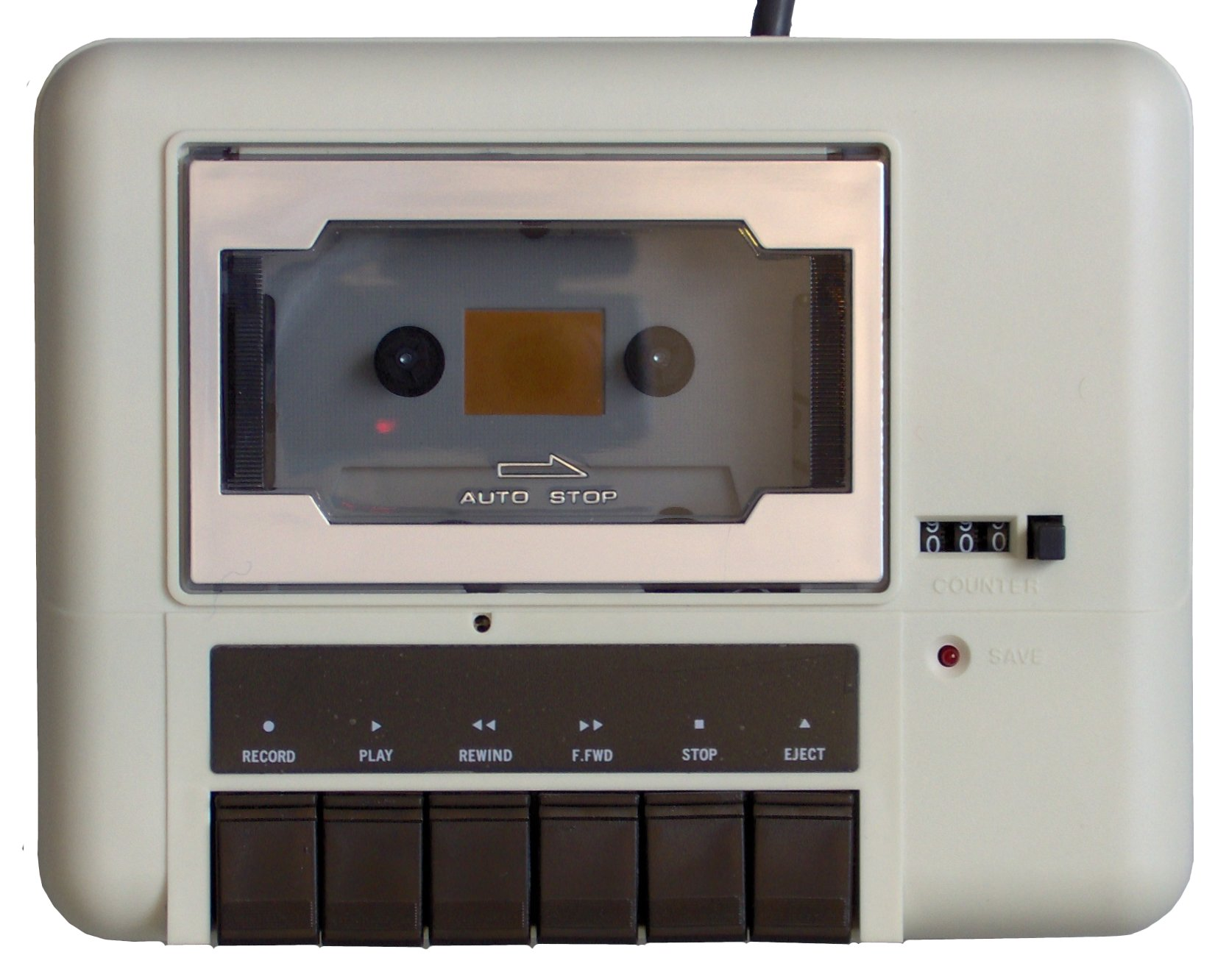
Uno de los pocos clones